# Amersfoort vasútállomás
Amersfoort vasútállomás vasútállomás Hollandiában, Amersfoort városában.

## Vasútvonalak
Az állomást az alábbi vasútvonalak érintik:
- Amsterdam–Zutphen-vasútvonal
- Utrecht–Kampen-vasútvonal
- Nijkerk–Ede-Wageningen-vasútvonal
- Kesteren-Amersfoort-vasútvonal

## Kapcsolódó állomások
A vasútállomáshoz az alábbi állomások vannak a legközelebb:
- Baarn vasútállomás (Amsterdam–Zutphen-vasútvonal)
- Den Dolder vasútállomás (Utrecht–Kampen-vasútvonal)
- Amersfoort Schothorst vasútállomás (Utrecht–Kampen-vasútvonal)
- Hoevelaken vasútállomás (Nijkerk–Ede-Wageningen-vasútvonal, Amsterdam–Zutphen-vasútvonal)
- Amersfoort Staat railway station